# Balșa (okręg Hunedoara)
Balșa – wieś w Rumunii, w okręgu Hunedoara, w gminie Balșa. W 2011 roku liczyła 251 mieszkańców.